# Еміль Альбрехт
Еміль Альбрехт (1897 — 11 лютого 1927) — швейцарський академічний веслувальник.
Олімпійський чемпіон 1924 року в складі розпашної четвірки зі стерновим, бронзовий призер 1924 року в складі розпашної четвірки без стернового.
Чемпіон Європи 1921 (розпашні четвірки зі стерновим), 1921 (вісімки), 1923, 1924 років у складі розпашної четвірки зі стерновим.